# Tourassien
Le Tourassien est le nom donné en 1872 par Gabriel de Mortillet à un faciès culturel de l'Épipaléolithique, qu’il situait entre le Magdalénien et le Néolithique. Ce terme est aujourd’hui tombé en désuétude au profit d'Azilien.

## Historique
La grotte de la Tourasse, située sur la commune de Saint-Martory, en Haute-Garonne, est le site éponyme du Tourassien.
Elle a fait l'objet d'une fouille archéologique en 1985, qui a attribué les niveaux de l'Épipaléolithique à l'Azilien. L'occupation préhistorique de la grotte s'étend du Magdalénien au Mésolithique (Sauveterrien).